# Deewane Huye Paagal
Deewane Huye Paagal (übersetzt: Die Liebenden werden verrückt) ist ein Bollywoodkomödie aus dem Jahr 2005. Die Komödie basiert teilweise auf den Film Verrückt nach Mary mit Ben Stiller und Cameron Diaz. In der indischen Version werden die Rollen von Shahid Kapoor und Rimi Sen gespielt. Außerdem ist er eine Fortsetzung des erfolgreicheren Films Awara Paagal Deewana. Der Film weicht zwar inhaltlich ab, aber etwa die Hälfte der Darsteller treten in beiden Filmen auf. An den Kinokassen konnte er an den Erfolg des Vorgängers nicht anknüpfen und floppte.

## Handlung
Der schüchterne Karan ist heimlich in die College-Schönheit Tanya verliebt. Als er es endlich schafft, sie zu einem Date zu überreden, wird Tanya Zeugin eines Mordes: Der Don Mehboob lässt seinen Zwillingsbruder, den Wissenschaftler Khurana erschießen, dessen Erfindung den Menschen um 25 Jahre jünger macht. Versehentlich kommt Tanya in den Besitz eines Spielzeug-Papageis, in dem die Formel gespeichert ist. Noch am selben Abend reist sie mit ihrem Bruder Golu zu ihrer Tante nach Dubai.
Drei Jahre später: Tanya hat ihren Namen ändern lassen und startet gerade als Natasha ihre Gesangskarriere. Karan hat mittlerweile herausgefunden, wo Tanya lebt und fliegt mit seinem besten Freund Murugan nach Dubai. Dort bittet er den Detektiv Rocky, seine große Liebe wiederzufinden.
Als Rocky sie ausfindig macht, ist er so hin und weg, dass er Karan die übelsten Dinge erzählt, um Tanya für sich selbst zu gewinnen. Doch der gutherzige Karan lässt sich davon nicht abbringen und macht sich selbst auf die Suche. Nicht nur Karan und Rocky sind hinter der Schönheit her, sondern auch ihr guter Freund Sanju, der für die Trennung von ihrem Freund Raj verantwortlich ist, sowie auch der gelähmte Tommy.
Nun versucht jeder der Verehrer – abgesehen von Karan – den jeweils anderen vor Tanya schlecht zu machen. Die ganze Geschichte eskaliert, als die Gangster hinter Tanya und dem Papagei her sind. Schließlich kommt Mehboob an die Formel und trinkt so viel von dem Elixier, dass aus ihm ein kleines Kind wird. Tanya ist nach all dem Trubel von jedem einzelnen ihren Verehrer enttäuscht und verärgert. Nur Karan versucht sie wieder mit ihrem Ex-Freund Raj zu vereinen. Als Karan weinend das Haus verlässt, rennt Tanya ihm hinterher und entscheidet sich letztendlich doch für Karan.

## Musik
| Songtitel        | Sänger/in              |
| ---------------- | ---------------------- |
| Meri Jaane Jigar | Anu Malik              |
| Chakle Chakle    | Anu Malik              |
| Maar Sutiya      | Anu Malik              |
| Aisi Umar Mein   | Kunal Ganjawala, Shaan |
| Tu Hai Tu Hai    | Sunidhi Chauhan, Shaan |

- Das Lied  Chakle Chakle  ist eine indische Version von Kevin Lyttles Turn Me On.

## Kritik
Im großen und ganzen ist Deewane Huye Paagal ein genussvoller Unterhaltungsfilm, der überwiegend nicht nur als Komödie, sondern auch durch Glanz, Musik und die Stunts überzeugt. (von Taran Adarsh, 25. Mai 2005)
(On the whole, DEEWANE HUYE PAAGAL is a thoroughly enjoyable entertainer that works big time not just as a comic caper, but also for the gloss, music and stunts.)

## Dies und Das
- Vivek Oberoi wird als Erzähler immer wieder eingeblendet.